# Borys Kossarew
Borys Wassyljowytsch Kossarew (ukrainisch Борис Васильович Косарєв; * 4. August 1897 in Charkiw; † 23. März 1994 ebenda) war ein ukrainischer Bühnen- und Kostümbildner, Grafiker, Maler, Fotograf und Hochschullehrer, Vertreter der ukrainischen Avantgarde. Sein vielseitiges Werk umfasste verschiedene Stilrichtungen und entwickelte sich von Kubismus und Suprematismus bis hin zu Konstruktivismus und Expressionismus.

## Leben und Wirken
Borys Kossarew wurde am 4. August 1897 in Charkiw als Sohn des Schlossers Wassyl Kossarew geboren. 1911 begann er seine Ausbildung an der Kunstschule von Charkiw im Atelier von Ladyslaw Trakal und setzte 1915 sein Studium an der dortigen Kunsthochschule fort. Bereits 1916 und 1917 gestaltete er eigenständig Bühnenbilder für zwei Stücke am Charkiwer Dramatheater. 1916 war Kossarew Mitbegründer der „Union der Sieben“, eines Kunstkollektivs in Charkiw, das die avantgardistische Kunstsprache in der lokalen Kunstszene etablierte. Die Gruppe organisierte Ausstellungen, in denen sie den Kubofuturismus in Bühnenbild, Illustration und dekorativer Malerei präsentierte, und veröffentlichte 1918 den Almanach Sieben plus drei. In der Zeit vor der Oktoberrevolution war Kossarew zudem an der Ausmalung von Kirchen beteiligt. Im Jahr 1918 schloss er sein Studium an der Charkiwer Kunstschule ab.
Kossarew experimentierte mit verschiedenen Kunststilen und Medien. Ende 1910 begann er mit der französischen Stereokamera von Jules Richard Verascope zu fotografieren. In den frühen 1920er Jahren wandte sich Kossarew, inspiriert von Wassili Jermilow, allmählich von Suprematismus und Fauvismus ab und widmete sich einer rationalen und funktionalen Kunst. 1919 zog er nach Odessa. Ab 1920 arbeitete er bei den Rosta-Fenster als Plakatgestalter und dekorierte Propagandazüge und Stadtstraßen für revolutionäre Feiertage.
1921 kehrte Kossarew nach Charkiw zurück und übernahm 1923 die künstlerische Leitung des Charkiwer Kindertheaters. Ab 1925 gestaltete er Bühnenproduktionen im Tscherwonosawodskyj-Theater und spielte neben Anatolij Petryzkyj und Wadim Meller eine Schlüsselrolle bei der Entwicklung der avantgardistischen Bühnenkunst in Charkiw. Seine Muster und Skizzen wurden 1932 auf der internationalen Ausstellung für Bühnenbild in New York präsentiert. Die 1922 in Charkiw gegründete All-Ukrainische Foto-Kino-Administration (VUFKU) trug wesentlich dazu bei, die ukrainische Filmindustrie international bekannt zu machen. Kossarew wirkte 1928–1929 als Assistenzkameramann bei Oleksandr Dowschenkos Film Erde mit und dokumentierte die Dreharbeiten fotografisch. Die Fotoreportage von Borys Kossarew aus dem Sorotschinsker Jahrmarkt ist ein künstlerisches Dokument des ukrainischen Lebens in den 1920er Jahren. Ab 1931 unterrichtete er am Kunstinstitut in Charkiw. Ab Mitte der 30er Jahre arbeitete er am Theater für junge Zuschauer, mit dem er während deutsche Besatzung von Charkiw nach Pawlodar evakuiert wurde. Nach dem Zweiten Weltkrieg von 1948 bis 1949 unterrichtete er am Institut für angewandte und dekorative Kunst in Lwiw. 1952 übernahm Kossarew eine Professur am Charkiwer Kunstinstitut in der Abteilung für Theater und Dekoration, und von 1963 bis 1989 an der Fakultät für Interieur und Ausstattung.
Borys Kossarew starb am 23. März 1994 in Charkiw und wurde auf dem städtischen Friedhof Nr. 13 beigesetzt.